# What's My Name (álbum)
What's My Name é o vigésimo álbum de estúdio do músico britânico Ringo Starr. Foi lançado em 25 de outubro de 2019 pela Roccabella e Universal Music Enterprises. O álbum foi novamente gravado no Roccabella West, o estúdio caseiro de Starr, e conta com colaborações com Joe Walsh, Benmont Tench, Edgar Winter, Steve Lukather, Richard Page e Warren Ham. O álbum conta com um cover de "Grow Old with Me", de John Lennon, na qual Paul McCartney canta e toca baixo, e uma versão solo de Starr de "Money (That's What I Want)", uma canção da Motown gravada anteriormente pelos Beatles.

## Composição e gravação
Várias faixas foram escritas com colaboradores anteriores com base nos comentários de Starr. "What's My Name", a faixa-título e primeiro single, foi composta por Colin Hay e vem de um canto que Starr usava em concertos. Starr co-escreveu "Gotta Get Up to Get Down" com seu cunhado Joe Walsh após um comentário que fez em um jantar que tiveram com Klaus Voormann, enquanto compôs "Thank God for Music" com Sam Hollander, que então escreveu "Better Days" por conta própria com base em uma entrevista que Starr deu à Rolling Stone. A canção "Magic" é uma colaboração com Steve Lukather, com quem Starr trabalhou em seus dois álbuns de estúdio anteriores.
O álbum foi gravado em Los Angeles no estúdio caseiro de Starr, Roccabella West, com ele dizendo que "não queria mais estar em um estúdio de gravação antiquado" e "já estou de saco cheio daquele clima de separação por paredes de vidro. Agora quero todos juntos e confortáveis. Assim é melhor."

## Faixas
| N.º | Título                       | Compositor(es)              | Duração |  |
| 1.  | "Gotta Get Up To Get Down"   | Richard Starkey, Joe Walsh  |         |  |
| 2.  | "Its Not Love That You Want" | Starkey, Dave Stewart       |         |  |
| 3.  | "Grow Old with Me"           | John Lennon                 | 3:18    |  |
| 4.  | "Magic"                      | Starkey, Steve Lukather     |         |  |
| 5.  | "Money (That's What I Want)" | Berry Gordy, Janie Bradford |         |  |
| 6.  | "Better Days"                | Sam Hollander               |         |  |
| 7.  | "Life Is Good"               | Starkey, Gary Burr          |         |  |
| 8.  | "Thank God For Music"        | Starkey, Hollander          |         |  |
| 9.  | "Send Love Spread Peace"     | Starkey, Gary Nicholson     |         |  |
| 10. | "What’s My Name"             | Colin Hay                   | 3:45    |  |

## Posição nas paradas musicais
| Parada (2019)                         | Melhor posição |
| ------------------------------------- | -------------- |
| Áustria (Ö3 Austria Top 40)           | 43             |
| Bélgica (Ultratop Flandres)           | 121            |
| República Tcheca (ČNS IFPI)           | 34             |
| França (SNEP)                         | 128            |
| Alemanha (Offizielle Deutsche Charts) | 40             |
| Japan Hot Albums (Billboard Japan)    | 98             |
| Japão (Oricon)                        | 49             |
| Escócia (Official Scottish Albums)    | 43             |
| Espanha (PROMUSICAE)                  | 39             |
| Suíça (Schweizer Hitparade)           | 50             |
| Reino Unido (Official Albums Chart)   | 99             |
| Estados Unidos (Billboard 200)        | 127            |